# سباستيان دي أوكامبو
سباستيان دي أوكامبو (بالإسبانية: Sebastián de Ocampo)‏ هو مستكشف إسباني، ولد في 1460 في نويا في إسبانيا، وتوفي في 1514 في إشبيلية في إسبانيا.